# Юлия Иванова
Юлия Борисова Иванова е български политик от „Продължаваме промяната“ и народен представител в XLVII народно събрание.

## Биография
Юлия Иванова е родена на 6 март 1990 г. в град Перник, Народна република България. Завършва Езиковата гимназия в Перник, след това Университета по архитектура, строителство и геодезия в София, в Сорбоната към Парижкия университет и в колежът Бабсън в САЩ.
На парламентарните избори през ноември 2021 г. като кандидат за народен представител е 2-ра в листата на „Продължаваме промяната“ за 14 МИР Перник, но не е избрана. На 22 ноември 2021 г. става народен представител на мястото на Никола Минчев, който избира да бъде депутат от 24 МИР София.